# Behind the Green Door
Behind the Green Door – minialbum amerykańskiej kompozytorki Laurel Halo, wydany 10 maja 2013 roku nakładem wytwórni Hyperdub na Bandcamp jako streaming i digital download oraz 20 maja jako płyta winylowa 12”.

## Album

### Historia i muzyka
Wszystkie cztery utwory, który znalazły się na EP-ce, Halo grała wcześniej na żywo modyfikując i szlifując ich brzmienie. Jak stwierdziła w wywiadzie dla magazynu Spin, chciała oprzeć się „na złowrogiej i mrocznej energii wcześniejszych wydawnictw, ale uczynić EP-kę bardziej aktywną, a mniej pasywną” i jednocześnie wprowadzić do muzyki „element lekkości, więcej ruchu i seksualnej energii, której nie było na wcześniejszych wydawnictwach”. Na płycie słychać wpływy brytyjskiego techno oraz Detroit techno, które artystka wykorzystała według własnych upodobań muzycznych i tanecznych. W utworze „Throw” połączyła przestrojone dźwięki fortepianu z mrocznym podkładem basowym. Partie fortepianu zostały nagrane w studiu w Londynie na starym, zdezelowanym i rozstrojonym instrumencie, dzięki któremu mogła znaleźć nietypowe brzmienia, niemożliwe – jej zdaniem – do osiągnięcia na normalnym instrumencie. Utwór „Ufhho” został zbudowany z akordów opartych na rytmie hi-hatu, natomiast „Noyfb” i „Sexmission” stanowią przykłady body music z dudniącym subbasem, przez który przebijają się dźwięki syntezatora. Utwory są znacznie bardziej perkusyjne niż większość poprzednich dzieł Halo, oscylując na granicy właściwej muzyki tanecznej.

### Tytuł
Tytuł wydawnictwa został zaczerpnięty – zdaniem Mai Kalev z magazynu Fact – z dwóch źródeł. Pierwsze z nich, odzwierciedlające żywe zainteresowanie Halo tematyką nauki i terroru, to nazwa jednego z emblematów naszywanych na odzież wojskową – „Behind the Green Door” (pol. „Za zielonymi drzwiami”), symbolizującym „miejsce niedostępne”, a znajdującym się w książce I Could Tell You But Then You Would Have To Be Destroyed By Me, która eksploruje zagadnienia kompleksu wojskowo-przemysłowego. Drugie źródło to film pornograficzny Behind the Green Door, będący wyrazem zainteresowania Halo tematyką seksualności, związanej nieodłącznie z muzyką taneczną. Na to źródło wskazuje również George Bass z magazynu Drowned in Sound.

### Lista utworów
Lista według Bandcamp:
| 1. | Throw      | 05:25 |
|    |            |       |
| 2. | Uhffo      | 05:39 |
|    |            |       |
| 3. | Noyfb      | 07:09 |
|    |            |       |
| 4. | Sexmission | 07:38 |
|    |            |       |
|    |            | 25:51 |
|    |            |       |

## Odbiór

### Opinie krytyków
| Oceny łączne         | Oceny łączne |
| Publikacja           | Ocena        |
| -------------------- | ------------ |
| Album of the Year    | 74/100       |
| AnyDecentMusic?      | 7.2/10       |
| Metacritic           | 74/100       |
| Recenzje             |              |
| Publikacja           | Ocena        |
| Consequence of Sound | C+           |
| Drowned in Sound     | 8/10         |
| Exclaim!             | 6/10         |
| Louder Than War      | 7.5/10       |
| Pitchfork            | 7.2/10       |
| Tiny Mix Tapes       | [ 13 ]       |

Album otrzymał średnią ocenę 74 na 100 z komentarzem „ogólnie pozytywne recenzje” na podstawie 8 recenzji krytycznych w podsumowaniu Metacritic, 74 na 100 na podstawie 10 recenzji w zestawieniu Album of the Year oraz 7,2/10 na podstawie 5 recenzji w zestawieniu AnyDecentMusic?.
Paul Scott-Bates z magazynu Louder Than War jest zdania, iż Behind The Green Door „jest na tyle ambitny, że zasługuje na solidną pochwałę. Laurel nigdy nie stoi w miejscu i chociaż mamy takich artystów jak ona, którzy nieustannie przekraczają granice, to nasze uznanie dla często zamierającej brytyjskiej sceny parkietowej może otrzymać zastrzyk w odpowiedniej chwili.
„Kompozycje Halo to pieczołowicie skonstruowane utwory, mające na celu wydobycie elementu człowieczeństwa z maszyny” – twierdzi Paula Mejia z magazynu Consequence of Sound dodając: „Cudem jest to, jak udaje im się sprawić, że jesteś świadomy własnego ruchu w tym świecie. (…) Podobnie jak poprzednie dzieło Halo, Behind The Green Door zachęca słuchacza do częstego i uważnego słuchania” – podsumowuje recenzentka.
Według Stephena Worthy’ego z Resident Advisor minialbum Halo może tylko w części zadowolić tych, którzy oczekują „większej ilości cudownie niekonwencjonalnych rytmów i wokalnych eksperymentów” znajdujących się na „pięknie melancholijnym” albumie Quarantine. Jako powód podaje fakt, iż „wokal jest prawie niesłyszalny”, a kompozycje to „surowe i swobodne produkcje, czerpiące mocno z brytyjskiego basu i techno”.
Zdaniem Simona Chandlera z Tiny Mix Tapes „najnowsza płyta [Halo] jest bardziej bezpośrednia i subtelnie ukierunkowana niż większość materiału z jej długogrającego debiutu.
Ian Schober z magazynu Exclaim! uważa, iż „Cztery utwory tworzące Behind the Green Door są spokojne, w większości usytuowane z dala od prostych ograniczeń sugerowanych kategoryzacją gatunkową”.
„Jeśli Quarantine przypominała połączenie ciała i maszyny, to tutaj Halo jest o krok bliżej do wymazania humanizmu ze struktury” – ocenia Nick Neyland z magazynu Pitchfork.